# 五十嵐一生

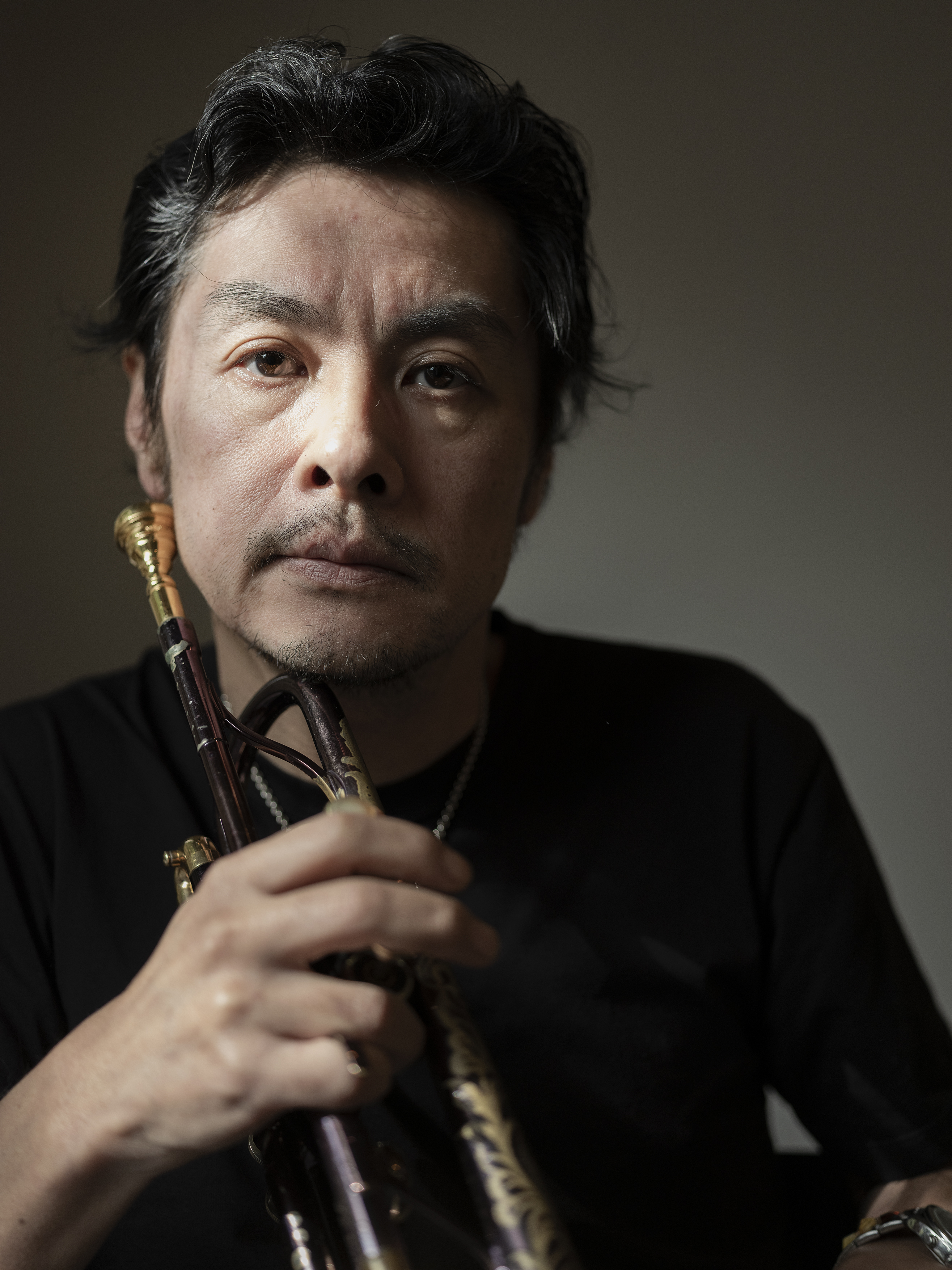
アーティスト画像 撮影・写真家 蓮井幹夫

五十嵐 一生（いがらし いっせい、1965年1月17日）は、日本を代表するジャズトランペット奏者、作曲家、編曲家である。

## 生い立ち
1965年1月17日、北海道旧紋別郡丸瀬布町（現在の遠軽町）に、父親は五十嵐喜代志、母親の茂子との間に長男として生まれる。幼少の頃、即興で歌を作り適当に歌い始めたことから、母親は音楽教室に通わせるが、本人は全く興味を示さなかった。その後、北海道北見市に移住。ピアノの個人レッスンを受けるようになる。しかし、練習意欲がないため小学校5年生でレッスンを受けることを断念する。同じ時期に興味を示したものは、リコーダー、横笛、クラリネットだったが、ある日、北見市立西小学校の音楽室の戸棚にあるトランペットを手にし、初めて吹いてみると音が鳴ってしまった（本人談）ことにより、トランペットを吹き始める。その後、トランペットの指使いなどは独学で習得。同時期にゲルマニウム・ラジオのキットを購入し深夜放送を聴き始める。パックインミュージックを毎晩聴いていたが、ラジオパーソナリティ・声優の白石冬美と後に出会い大親友となる。

## デビュー
1985年に国立音楽大学に入学。合格するまでに二浪。武蔵野音楽学院、尚美高等音楽学院で、音大受験を学ぶ。当時通っていたソルフェージュのレッスンでNewTideジャズオーケストラ初代の作編曲家・近藤和明と出会う。その出会いによって、ピットインなどのジャムセッションに出入りすることとなる。その後まもなく新宿ピットインにて、中村誠一のザ・サーチでデビュー。同時に日野元彦に認められ、本格的にジャズ界に進出。

## 経歴
1985年に国立音楽大学入学するが４年間在籍で中退。
NewTideジャズオーケストラ在籍時、第19回 山野ビッグバンドコンテストで優秀ソリスト賞を受賞。

## ディスコグラフィー
- Deep Blue Rain（TFCC-88401、1993年12月21発売）。
- camel（1994）
- GOLDEN LIPS（1995.8.2） - スイングジャーナル誌選定ゴールドディスク[3]
- TOKYO MOON (1996)[4]
- 真夜中まで(公開2001年8月4日)[5]
- SUMMER´S ALMOST GONE（1997）
- I Wish I knew（2016）
- Ballads of a sullen horn man[6]（2017）